# USS Accentor (AMc-36)
USS Accentor (AMc-36) – trałowiec typu Accentor. Pełnił służbę w United States Navy w czasie II wojny światowej.
Jego stępkę położono 21 stycznia 1941. Zwodowano go 10 maja 1941. Wszedł do służby 24 lipca 1941 w Boston Navy Yard.
W czasie wojny pełnił służbę na Atlantyku w pobliżu wschodniego wybrzeża USA. 
Wycofany ze służby 14 czerwca 1946. Skreślony z listy jednostek floty 3 lipca 1946. Przekazany Maritime Commission na początku października 1946. Sprzedany w ręce prywatne 9 października 1946.